# Gnu przylądkowe
Gnu przylądkowe (Connochaetes taurinus taurinus) – podgatunek nominatywny gnu pręgowanego.

## Wygląd zewnętrzny
Sierść gnu przylądkowego jest szarobrunatna z brunatnymi pręgami po bokach. Grzywa, włosy na podgardlu i ogon są czarne. Rogi występują u osobników obu płci.

## Zasięg występowania
Gnu przylądkowe ma największy zasięg występowania ze wszystkich podgatunków. Obejmuje Południową Afrykę, Botswanę, Mozambik, Namibię, Suazi, Zimbabwe, Zambię i Angolę.

## Tryb życia

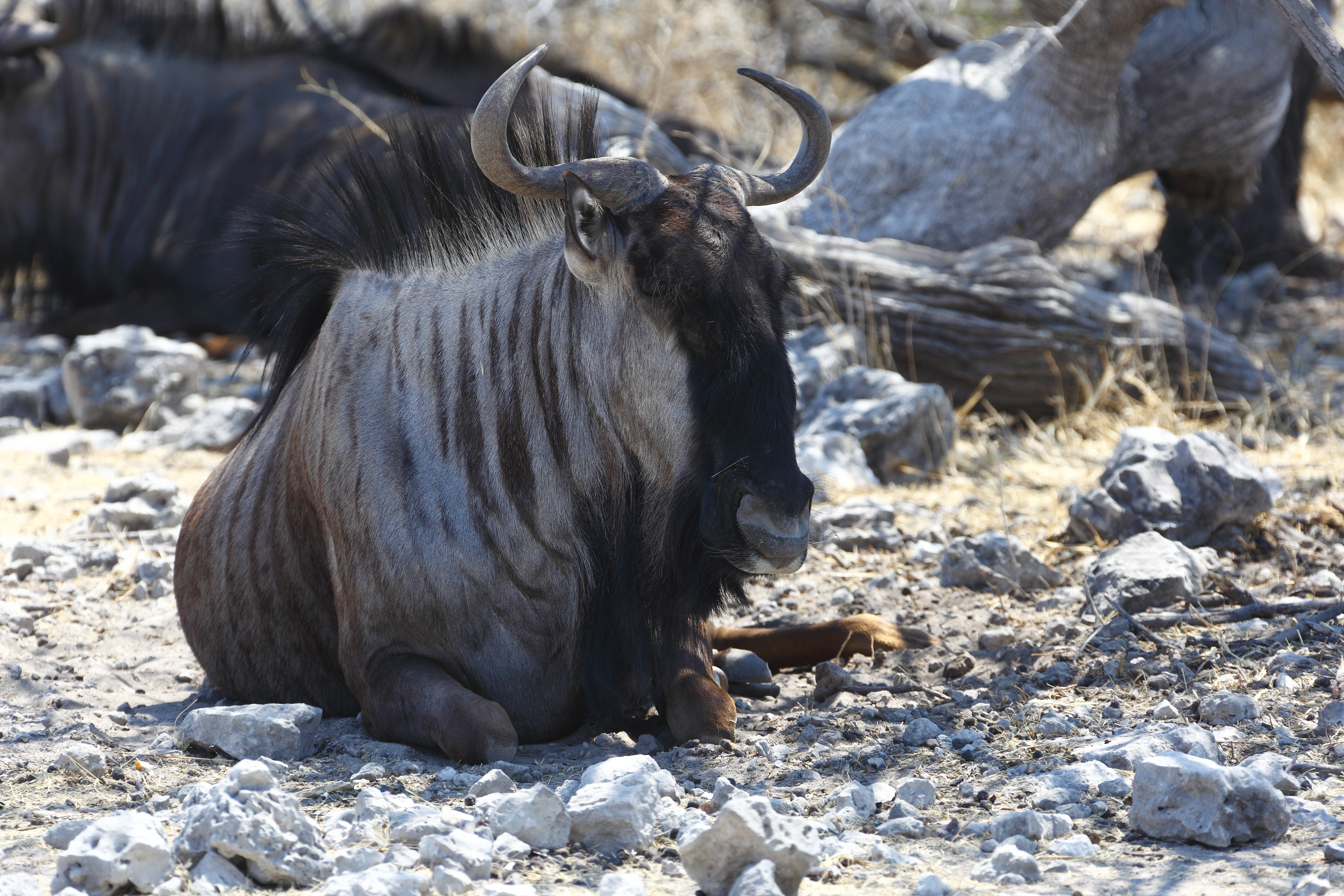
Odpoczywający osobnik, Park Narodowy Etoszy, Namibia

Gnu przylądkowe prowadzi stadny tryb życia. Stada składają się z samic z młodymi (ok. 10 osobników) lub z samców. W sprzyjającej porze samce wykazują silny terytorializm. W porze suchej migrują w poszukiwaniu pożywienia i tworzą wtedy ogromne skupiska. Często obserwuje się je migrujące z zebrami.

### Odżywianie
Żywią się głównie trawą.

### Rozród
Samice zachodzą w ruję w czerwcu. W tym też okresie samce toczą ze sobą zacięte walki. Samica rodzi jedno młode po upływie 8 lub 8,5 miesiąca. W kilka godzin uczy się ono chodzić. Młode gnu przylądkowe korzysta z pokarmu matki do 8 miesiąca życia, choć już po tygodniu zaczyna uzupełniać dietę trawą.

### Wrogowie
Do głównych wrogów gnu przylądkowego należą lwy, hieny i lamparty, młode padają także łupem gepardów, choć te drapieżniki zadowolą się także dorosłą sztuką. W czasie wędrówek antylopy stają się łatwym łupem dla krokodyli. Odnotowano także ataki hipopotamów na gnu. Ich największym wrogiem jest jednak człowiek, który poluje na nie dla mięsa, skór i rogów, a także dla rozrywki.